# 타이완 성도 제65호선
타이완 성도 제65호선은 신베이시에 위치한 쾌속공로(快速公路)로, 신베이시 특2호 도로(新北市 特二號道路), 우구-투청선(五股土城線)이라고도 부른다.
타이완 성도 제65호선은 신베이시 우구 구에 있는 우구 분기점(五股交流道)에서 시작되어, 신베이시 투청 구의 투청 분기점(土城交流道)에서 끝난다. 총연장은 12.81km이다. 우구-신좡 구간은 2010년 12월 8일에, 반차오-투청 구간은 2011년 10월 22일에 각각 완공되었다. 2013년 1월 31일에는 중정로(中正路)-縣民大道 사이의 구간이 건설되어 전 구간이 완공되었다.

## 나들목 · 분기점
- 여기서 숫자는 진출입교차점 (IC 및 JC) 번호를 말하고, TG는 요금소(Tollgate), 파일:FreewayICser.svg는 휴게소(Service Area)를 뜻한다.
- 거리의 단위는 km이다.

| 번호 | 이름            | 중국어 이름  | 로마자 이름    | 구간 거리 | 누적 거리 | 접속 노선                          | 소재지   | 소재지    | 비고 |
| ---- | --------------- | ------------ | -------------- | --------- | --------- | ---------------------------------- | -------- | --------- | ---- |
|      | 우구 분기점     | 五股端       | Wugu End       | 0.0       | 0.0       | 중산 고속공로                      | 신베이시 | 우구 구   |      |
|      | 타이산 나들목   | 泰山交流道   | Taishan IC     | 1.2       | 1.2       | 중산 고속공로                      | 신베이시 | 타이산 구 |      |
|      | 신좡 1 나들목   | 新莊一交流道 | Xinzhuang 1 IC | 1.2       | 2.4       | 타이완 성도 제1호선                | 신베이시 | 신좡 구   |      |
|      | 신좡 2 나들목   | 新莊二交流道 | Xinzhuang 2 IC | 1.8       | 4.2       | 타이완 성도 제1호선 (갑), 新北大道 | 신베이시 | 신좡 구   |      |
|      | 반차오 1 나들목 | 板橋一交流道 | Banqiao 1 IC   | 2.4       | 6.6       | 반청 로(板城路)                    | 신베이시 | 반차오 구 |      |
|      | 반차오 2 나들목 | 板橋二交流道 | Banqiao 2 IC   | 1.6       | 8.2       | 県民大道                           | 신베이시 | 반차오 구 |      |
|      | 투청 1 나들목   | 土城一交流道 | Tucheng 1 IC   | 3.2       | 11.4      | 타이완 성도 제3호선                | 신베이시 | 투청 구   |      |
|      | 투청 2 나들목   | 土城二交流道 | Tucheng 2 IC   | 1.1       | 12.5      | 타이완 성도 제3호선                | 신베이시 | 투청 구   |      |
|      | 투청 분기점     | 土城交流道   | Tucheng IC     | 1.2       | 13.7      | 포르모자 고속공로                  | 신베이시 | 투청 구   |      |